# Searsia pentaphylla
Searsia pentaphylla là một loài thực vật có hoa trong họ Đào lộn hột. Loài này được (Jacq.) F.A.Barkley miêu tả khoa học đầu tiên năm 1962-1963 publ. 1965.